# Oildale (Leave Me Alone)
Oildale (Leave Me Alone) — песня калифорнийской ню-метал-группы Korn. Первый сингл с девятого студийного альбома Korn III: Remember Who You Are. Кроме того, это первый сингл, изданный с барабанщиком Рэем Лузье, пришедшим в группу в 2007 году.

## Позиции в чартах
Oildale (Leave Me Alone) дебютировал под номером 25 в Mainstream Rock Songs, 41 в Rock Songs и 33 в Alternative Songs.
| Название чарта                         | Пиковая позиция |
| -------------------------------------- | --------------- |
| Mainstream Rock Songs (Billboard, США) | 25              |
| Rock Songs (Billboard, США)            | 41              |
| Alternative Songs (Billboard, США)     | 33              |
| ARIA Charts (Австралия)                | 89              |

## Видео
Видеоклип на песню впервые появился в эфире MTV2 31 мая. Героем видео является мальчик, живущий в неблагополучном городке Oildale в штате Калифорния. Музыканты же играют в поле на фоне нефтяных скважин.

## Концертные исполнения
Впервые Oildale (Leave Me Alone) была исполнена 26 марта 2010 года в Анкоридже. Песня исполнялась в ночном ток-шоу Джимми Киммела 14 июля 2010 года.

## Список композиций
1. Oildale (Leave Me Alone) [Explicit Radio Edit] — 03:59;
2. Oildale [Single Version] — 05:19.

## Дополнительные факты
- Песня известна эмоциональным вокалом Джонатана Дэвиса.
- Название посвящено местечку Oildale, находящемуся недалеко от Бейкерсфилда — родного города группы. По словам Дэвиса, это "самое убогое и испорченное место", в котором он когда-либо бывал[4].